# ژانگ منگیو
ژانگ منگیو (انگلیسی: Zhang Mengyu؛ متولد ۱۱ اوت ۱۹۹۸) یک تکواندوکار چینی است. وی در مسابقات قهرمانی تکواندو جهان ۲۰۱۷ در دسته سبک‌وزن زنان موفق به کسب مدال برنز شد.